# 牟鐘聲
牟鐘聲（1991年7月26日—），黑龙江人，中國男子速度滑冰運動員。

## 生平
牟钟声於2000年在龍江縣體育學校接觸這項運動。2012年，他首次參與國際賽事。翌年的亞洲單向距離賽，他在男子1000米排名第6，並在世界排同第52。2013至14年的賽季，他在500米排名全球第41，從而取得2014年冬季奧運會的參賽資格，他最終以第30名完成賽事。

## 資料來源
1. ↑  .   [2014-02-20]. （原始内容存档于2014-03-20）.
2. ↑  "速滑男子500米荷兰揽前三 中国最佳牟钟声第30" （页面存档备份，存于） 2014 2 11